# チャウンシー・ビラップス
チャウンシー・レイ・ビラップス（Chauncey Ray Billups, 1976年9月25日 - ）は、アメリカ合衆国コロラド州デンバー出身の元プロバスケットボール選手。ポジションは主にポイントガード。NBAのデトロイト・ピストンズなどで活躍し、現在はポートランド・トレイルブレイザーズでヘッドコーチを務めている。現役時代は第4Qの得点数、大事な時間帯や逆転のシュートが非常に多く、「ミスター・ビッグショット」と呼ばれていた。

## 経歴

### 学生時代
ビラップスは、ジョージ・ワシントン高校（デンバー）に入学した。そこで4回コロラド州ファーストチームに、3回コロラド州最優秀選手に、また2回年間最優秀選手にも選ばれた。1995年にはマクドナルド・オールスターチームに選ばれたが膝の故障で出場はできなかった。高校卒業後は、地元コロラド州ボルダーにあるコロラド大学ボルダー校に入学。ビッグ12カンファレンスのファーストチームやオールアメリカンにも選出されている。

### キャリア初期
1997年のNBAドラフトでボストン・セルティックスから1巡目3位で指名を受け入団。ルーキーシーズン半ばの1998年2月、ケニー・アンダーソンらとのトレードでトロント・ラプターズに移籍した。さらに翌シーズン、デンバー・ナゲッツに移籍するも、肩の故障により出場機会は減り、タリーク・アブドゥル＝ワハドらとの交換で、オーランド・マジックにトレードされた。しかし怪我が完治せず、マジックではシーズン終了までプレイしなかった。翌2000年オフにフリーエージェントになり、ミネソタ・ティンバーウルブズとポイントガードのテレル・ブランドンの控えとして契約した。ウルブズでは、2年連続でプレイオフに出場したが、初戦で敗退した。2001-02シーズンには、しばしば故障したブランドンに代わって先発し活躍した。2002年6月、ビラップスはフリーエージェントになり、デトロイト・ピストンズと契約し、チームの新しいポイントガードとなった。

### デトロイト・ピストンズ

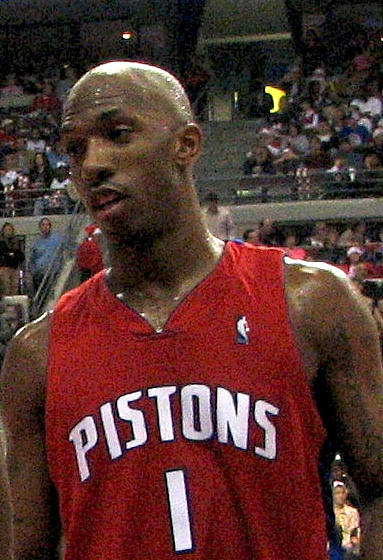
ピストンズ時代

2002-03シーズンより、ようやく腰をすえてピストンズでプレイするようになる。それまで彼は中途半端なコンボガードという位置づけであったが、究極のチームバスケットを求めるラリー・ブラウンヘッドコーチに見出され、司令塔としての能力が開花、それ以降リーグを代表するポイントガードへと成長、同時にピストンズは東の常勝軍団となった。
2003-04シーズン、NBAファイナル優勝の立役者となり、1試合平均21得点5.2アシストをNBAファイナルで記録、GMのジョー・デュマース以来となるオールスター未出場選手のファイナルMVPに選ばれた。
2004-05シーズン、NBAファイナルではピストンズはサンアントニオ・スパーズに3勝4敗で敗れたが、もし優勝していたらビラップスが再びMVPを取ると見られていた。彼はまた2005年チームメートのテイショーン・プリンスと共にオールディフェンシブ2ndチームに選出されている。（当時チームメートのベン・ウォレスは年間最優秀ディフェンスプレイヤーだった。）
2005-06シーズン、12月14日のサクラメント・キングス戦でキャリアハイとなる19アシストを決めた。ビラップスはチームを歴代最高の64勝18敗に導いたが、カンファレンスファイナルで敗れ3年連続のファイナル進出を逃した。2006年のNBAオールスターゲームにビラップスはイースタン・カンファレンスの控えのガードとして選出。また3ポイントコンテストにも選ばれた。コンテストでは1回戦で敗退。ゲームでは12得点をマークした。翌2007年のオールスターにも、チームメートのリチャード・ハミルトンと共に選出されている。
2007-08シーズンは、4年連続でセントラル・ディビジョンを制し、イースタン・カンファレンス全体でも ビッグ3（ポール・ピアース、ケビン・ガーネット、レイ・アレン）を擁するボストン・セルティックスに次ぐ成績でレギュラーシーズンを終了、プレイオフでも6年連続でカンファレンス・ファイナルに進出したが、セルティックスに敗退した。2008-09シーズン、チームは2010年のFA市場での大型補強に向けてサラリーを空ける必要があり、ビラップスが「移籍するなら地元のデンバーが良い。」と言っていた事からビラップスをアントニオ・マクダイス、チェイック・サムと共にデンバー・ナゲッツのスーパースター、アレン・アイバーソンとトレードすることをシーズン開幕からわずか6日後に発表した。

### 地元デンバーへ

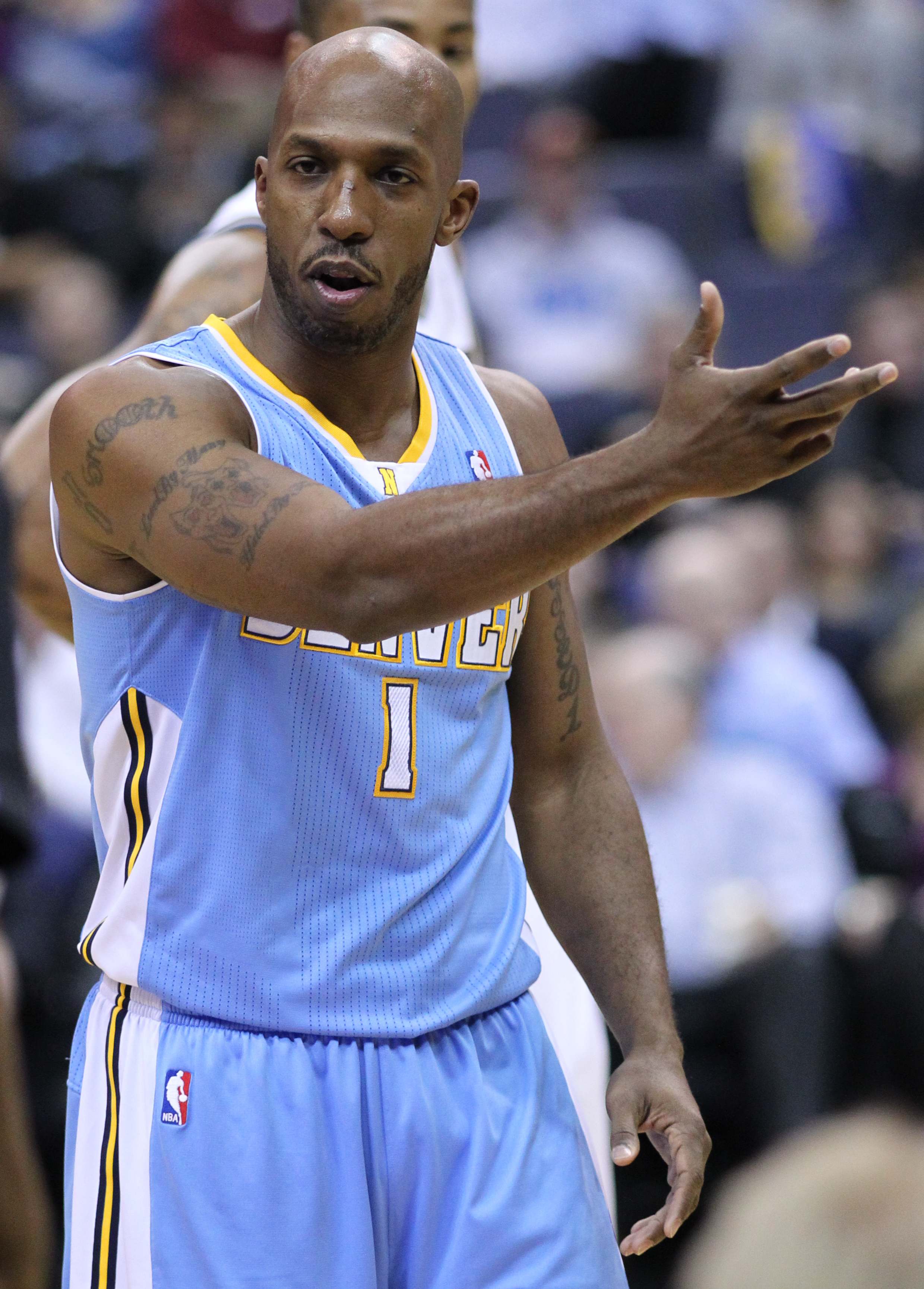
デンバー時代のビラップス

2008-09シーズン途中の移籍であったが、故郷デンバーに凱旋を果たしたビラップスはすぐにチームにフィットしていった。ナゲッツはその年サラリー整理のため守護神マーカス・キャンビー等を放出し前評判は高くなかったが、終わってみれば54勝28負の好成績で西カンファレンスの第2シードを獲得。チームはカンファレンスファイナルまで進み躍進の原動力となった彼は非常に評価された。2009-10シーズン、2月5日、ロサンゼルス・レイカーズ戦でキャリアハイの39得点を記録した。

### ニューヨーク・ニックス
2011年､2月22日､カーメロ・アンソニー､シェルデン・ウィリアムス､レナルド・バークマン､アンソニー・カーター (バスケットボール)と共に､ウィルソン・チャンドラーらとの交換による､4対5の超大型トレードで､ニューヨーク・ニックスへ移籍。

### ロサンゼルス・クリッパーズ
2011年12月12日、ニューヨーク・ニックスを自由契約になっていたビラップスを約1200万ドルでロサンゼルス・クリッパーズが獲得した。クリッパーズでは、クリス・ポールやブレイク・グリフィンら若いメンバーをサポートし、チームも開幕後7割近い勝率を誇っていた。しかし、2012年2月、アキレス腱を断裂する大怪我を負ってしまう。その後は、ケガのために出場機会が減少した。

### ピストンズへ復帰
2013年7月11日、2年契約で古巣デトロイト・ピストンズへ5年ぶりに復帰した。10月31日のワシントン・ウィザーズとの対戦ではシーズンハイとなる16得点を記録したが、その後は二桁得点を記録することはなく、2014年2月8日のブルックリン・ネッツ戦に9分間出場したのが最後の出場試合となった。

### 現役引退
2014年9月11日『ヤフースポーツ』に対し、現役を引退する意向を伝えた。
2015年10月、デトロイト・ピストンズは、ビラップスが在籍時に着用していた背番号「1」を永久欠番に認定することを発表。翌年の2月10日に永久欠番授与式が行われた。

## NBA個人成績

### レギュラーシーズン
| シーズン     | チーム       | GP   | GS  | MPG  | FG%  | 3P%  | FT%  | RPG | APG | SPG | BPG | PPG  |
| ------------ | ------------ | ---- | --- | ---- | ---- | ---- | ---- | --- | --- | --- | --- | ---- |
| 1997–98      | BOS          | 51   | 44  | 25.4 | .390 | .339 | .817 | 2.2 | 4.3 | 1.5 | .0  | 11.1 |
| 1997–98      | TOR          | 29   | 26  | 31.7 | .349 | .316 | .919 | 2.7 | 3.3 | 1.0 | .1  | 11.3 |
| 1998–99      | DEN          | 45   | 41  | 33.1 | .386 | .362 | .913 | 2.1 | 3.8 | 1.3 | .3  | 13.9 |
| 1999–00      | DEN          | 13   | 5   | 23.5 | .337 | .171 | .841 | 2.6 | 3.0 | .8  | .2  | 8.6  |
| 2000–01      | MIN          | 77   | 33  | 23.2 | .422 | .376 | .842 | 2.1 | 3.4 | .7  | .1  | 9.3  |
| 2001–02      | MIN          | 82   | 54  | 28.7 | .423 | .394 | .885 | 2.8 | 5.5 | .8  | .2  | 12.5 |
| 2002–03      | DET          | 74   | 74  | 31.4 | .421 | .392 | .878 | 3.7 | 3.9 | .9  | .2  | 16.2 |
| 2003–04      | DET          | 78   | 78  | 35.4 | .394 | .388 | .878 | 3.5 | 5.7 | 1.1 | .1  | 16.9 |
| 2004–05      | DET          | 80   | 80  | 35.8 | .442 | .426 | .898 | 3.4 | 5.8 | 1.0 | .1  | 16.5 |
| 2005–06      | DET          | 81   | 81  | 36.1 | .418 | .433 | .894 | 3.1 | 8.6 | .9  | .1  | 18.5 |
| 2006–07      | DET          | 70   | 70  | 36.2 | .427 | .345 | .883 | 3.4 | 7.2 | 1.2 | .2  | 17.0 |
| 2007–08      | DET          | 78   | 78  | 32.3 | .448 | .401 | .918 | 2.7 | 6.8 | 1.3 | .2  | 17.0 |
| 2008–09      | DET          | 2    | 2   | 35.0 | .333 | .286 | .918 | 5.0 | 7.5 | 1.5 | .5  | 12.5 |
| 2008–09      | DEN          | 77   | 77  | 35.3 | .420 | .410 | .900 | 3.0 | 6.4 | 1.2 | .2  | 17.9 |
| 2009–10      | DEN          | 73   | 73  | 34.1 | .418 | .386 | .910 | 3.1 | 5.6 | 1.1 | .1  | 19.5 |
| 2010–11      | DEN          | 51   | 51  | 32.3 | .438 | .441 | .923 | 2.5 | 5.3 | 1.0 | .2  | 16.5 |
| 2010–11      | NYK          | 21   | 21  | 31.6 | .403 | .328 | .902 | 3.1 | 5.5 | .9  | .1  | 17.5 |
| 2011–12      | LAC          | 20   | 20  | 30.4 | .364 | .384 | .895 | 2.5 | 4.0 | .5  | .2  | 15.0 |
| 2012–13      | LAC          | 22   | 22  | 19.0 | .402 | .367 | .938 | 1.5 | 2.2 | .5  | .0  | 8.4  |
| 2013–14      | DET          | 19   | 7   | 16.3 | .304 | .292 | .833 | 1.5 | 2.2 | .4  | .1  | 3.8  |
| 通算         | 通算         | 1043 | 937 | 31.6 | .415 | .387 | .894 | 2.9 | 5.4 | 1.0 | .2  | 15.2 |
| オールスター | オールスター | 5    | 0   | 19.0 | .455 | .320 | .750 | 2.2 | 5.0 | .4  | .0  | 10.2 |

### プレーオフ
| シーズン | チーム | GP  | GS  | MPG  | FG%  | 3P%  | FT%   | RPG | APG | SPG | BPG | PPG  |
| -------- | ------ | --- | --- | ---- | ---- | ---- | ----- | --- | --- | --- | --- | ---- |
| 2001     | MIN    | 3   | 0   | 8.7  | .167 | .000 | 1.000 | 1.7 | .7  | .0  | .0  | 1.0  |
| 2002     | MIN    | 3   | 3   | 44.7 | .451 | .400 | .700  | 5.0 | 5.7 | 1.0 | .3  | 22.0 |
| 2003     | DET    | 14  | 14  | 34.6 | .374 | .310 | .933  | 3.4 | 4.7 | .6  | .1  | 18.0 |
| 2004     | DET    | 23  | 23  | 38.3 | .385 | .346 | .890  | 3.0 | 5.9 | 1.3 | .1  | 16.4 |
| 2005     | DET    | 25  | 25  | 39.4 | .428 | .349 | .893  | 4.3 | 6.5 | 1.0 | .2  | 18.7 |
| 2006     | DET    | 18  | 18  | 39.2 | .406 | .340 | .905  | 3.4 | 6.5 | 1.2 | .1  | 17.9 |
| 2007     | DET    | 16  | 16  | 40.6 | .435 | .389 | .832  | 3.3 | 5.7 | 1.2 | .1  | 18.6 |
| 2008     | DET    | 15  | 15  | 32.0 | .401 | .375 | .832  | 2.9 | 5.5 | .8  | .1  | 16.1 |
| 2009     | DEN    | 16  | 16  | 38.7 | .457 | .468 | .906  | 3.8 | 6.8 | 1.3 | .3  | 20.6 |
| 2010     | DEN    | 6   | 6   | 34.5 | .446 | .355 | .881  | 2.3 | 6.3 | 1.0 | .5  | 20.6 |
| 2011     | NYK    | 1   | 1   | 35.0 | .273 | .333 | 1.000 | 2.0 | 4.0 | .0  | .0  | 10.0 |
| 2013     | LAC    | 6   | 6   | 19.2 | .306 | .353 | .818  | 2.0 | 1.0 | .2  | .2  | 6.2  |
| 通算     | 通算   | 146 | 143 | 36.4 | .411 | .366 | .880  | 3.4 | 5.7 | 1.0 | .2  | 17.3 |

## アメリカ代表
2002年バスケットボール世界選手権とアテネオリンピックで金メダルを逃したアメリカ代表チームは、金メダル奪取に向けて本格的なチーム作りを開始し、当時チームメイトのテイショーン・プリンスと共にアメリカ代表候補に選出された。2006年バスケットボール世界選手権は個人的な理由で欠場、北京オリンピックは予選のみ出場だったが、2010年バスケットボール世界選手権では初戦から出場。2010年代表チームはケビン・デュラントら若い選手中心のメンバー構成だったが、ラマー・オドムと共に共同キャプテンとしてチームを牽引。2002年以来の世界選手権金メダルの獲得に貢献した。

## プレイスタイル
現在のNBAを代表する正統派ポイントガードの一人。バスケットボールIQの高さと強いリーダーシップでチームをまとめることができ、司令塔としての評価が高い。チームメート一人一人の長所をうまく引き出し、絶妙なチームオフェンスを展開する。守備にも精通し、チーム全体のディフェンス意識すら変えることができる存在感がある。特筆すべき能力として重要な局面での高いシュート決定力を誇り、"Mr.Big Shot" と現地のコメンテーターによって命名された。決して運動能力に恵まれているわけではないが、強靭なフィジカルとポイントガードとしては比較的大柄な体格でポストプレーも多用する。決して派手なプレーは多くないが、特に試合終盤での安定感は抜群であり、チームメートや監督からは絶大な信頼を得ており、アイザイア・トーマスからは「彼は過小評価されている」と評されている。

## その他
- 好きなニックネームは、"Smooth" である。
- 2パック、ジェイ・Z等のラップを聞くのが趣味。
- 好きなスポーツ選手としてマジック・ジョンソンとピストンズのガードだったジョー・デュマースを挙げている。
- 結婚して妻と3人の子供がいる。3人の子供の名前はいずれも"C"で始まる。
- 好きなNFLのチームはデンバー・ブロンコスである。
- 従兄弟にNFLテネシー・タイタンズのランニングバック、レンデル・ホワイトがいる。
- 弟のロドニーもデンバー大学のポイントガードで、大学卒業後はNBAデベロップメント・リーグに在籍していた。

## 受賞歴
- NBAファイナルMVP：2004
- オールスター出場：2006, 2007, 2008, 2009
- オールNBA2ndチーム：2006
- オールNBA3rdチーム：2007, 2009
- オールNBAディフェンシブ2ndチーム：2005, 2006